# Chromacilla igneicollis
Chromacilla igneicollis là một loài bọ cánh cứng trong họ Cerambycidae.